# سن-آدولف-دووارد، کبک
سن-آدولف-دووارد (به فرانسوی: Saint-Adolphe-d'Howard) شهری در منطقه شهری له پی-دان-او ناحیه لورانتید در استان کبک کانادا است. در سرشماری سال ۲۰۱۱ این شهر ۲٬۸۹۲ نفر جمعیت داشته‌است و مساحت آن ۱۴۴٫۴۱ کیلومتر مربع است.